# SG Taucha 99
Die SG Taucha 99 ist ein sächsischer Fußballverein aus Taucha, einer Kleinstadt nordöstlich von Leipzig. Der Verein entstand am 19. März 1999 durch Austritt der Fußballabteilung der TSG 1861 Taucha, die in der Saison 1948/49 unter dem Namen SG Taucha in der Landesliga Sachsen der Sowjetischen Besatzungszone aktiv gewesen war.

## Geschichte

### Vorgeschichte bis 1945
Die Entwicklung des Fußballs in Taucha geht bis in das Jahr 1847 zurück, als sich unter Karl Große der erste (Gesellen-)Turnverein gründete. Der kurze Zeit später gegründete „Tauchaer Turnverein“ wurde aber 1850 verboten, 1861 wieder neu belebt. Zunächst ausschließlich dem Turnen verschrieben, gründete sich am 17. Juni 1911 in der Gaststätte Partheschlösschen mit dem „Verein für Bewegungsspiele (VfB) Taucha“ der erste Fußballklub der Stadt. Zu den Vereinsfarben bestimmte man Schwarz-Weiß-Rot. Seit 1918 als „Spielvereinigung Taucha“ am Start, absolvierte man im Juli 1911 mit der Partie VfB Taucha gegen den FC Sturm Leipzig das erste offizielle Fußballspiel in Taucha auf „Polters Feld“ (Graßdorfer Höhe). Das Spiel wurde übrigens gewonnen, auch wenn das Ergebnis leider nicht überliefert ist. Mit dem „FC Fortuna“ gründete sich alsbald der zweite Tauchaer Fußballverein. Mit der Abspaltung vom „Turnverein Taucha“ und der Gründung des „SC Wacker Taucha“ kam 1923 eine weitere Fußballabteilung hinzu. Ab November 1928 begannen die umfangreichen Bauarbeiten am Sportplatz Kriekauer Straße unter Leitung von Hermann Jubisch, die sich bis ins Jahr 1933 hinzogen. 1932 erfolgte eine erneute Namensänderung in „Turn- und Sportverein 1861 Taucha e. V.“. Nach dem Aufstieg der 1. Herrenmannschaft in die 1. Kreisklasse 1935 erfolgte mit dem Zusammenschluss mit dem „SC Wacker Taucha“ eine weitere Namensänderung und man trat in der Folgezeit als „Turn- und Sportgemeinschaft 1861 Taucha e. V.“ an. Im Zuge des Zweiten Weltkriegs wurden alle Vereine der Stadt aufgelöst.

### Von 1945 bis 1999
Nach der Auflösung aller Sportvereine und einer Vermögensübergabe an die Stadt Taucha kam es nach 1945 zu vorsichtigen Neuansätzen des Vereinslebens in der Sowjetischen Besatzungszone. Bereits im Juli 1945 gründete sich innerhalb des „Vereins für Leibesübungen Taucha“ eine erste kommunale Sportgemeinschaft für Fußball namens „SG Taucha“. 1948/49 beteiligte sich die SG an der neu gegründeten Bezirksliga Leipzig, einer Staffel der Landesliga und zu dem Zeitpunkt höchste Spielklasse in der SBZ. Da dieser Staffel 26 Mannschaften angehörten, wurde nur eine einfache Punkterunde ausgetragen, in der die SG Taucha Platz 15 belegte, was nicht zum Verbleib in der künftig zweigleisigen Landesliga ausreichte.
Nach einer Umorganisation 1949 in die „Zentral-Sport-Gemeinde Taucha“ erfolgte die Angliederung an die „Betriebssportgemeinschaft Taucha“. Zur Saison 1949/50 wurde der Spielbetrieb in Sachsen mit einer gestrafften Landesliga unterhalb der neuen DDR-Oberliga umgeordnet, und die BSG Taucha kam in die nunmehr drittklassige Bezirksliga Nordwestsachsen. Im Laufe des Jahres 1950 nannte sich die BSG in „BSG Traktor Taucha“ um. Zur Saison 1950/51 wurde die Bezirksliga in Bezirksklasse umbenannt und wurde durch die Einführung der DDR-Liga viertklassig. Zu Beginn der Saison 1952/53 wurde das Ligensystem infolge der Abschaffung der Länder neu gestaltet, und Traktor Taucha landete zunächst in der fünftklassigen Kreisklasse Leipzig. Dort gelang sofort der Aufstieg in die Bezirksklasse, wo die BSG Traktor bis 1968 spielte. Von 1956 bis 1963 war die Bezirksklasse nach Einführung der II. DDR-Liga nur die 5. Liga. 1968 gelang der Aufstieg in die drittklassige Bezirksliga Leipzig, in der sich Taucha (1970 infolge Trägerwechsel Wechsel von BSG zu TSG) bis 1977 hielt. Anschließend folgte ein Wechselspiel zwischen Bezirksklasse und Kreisklasse, in der die TSG Traktor 1990 ihr Dasein beendete.
Nach dem Zusammenbruch des Systems der Betriebssportgemeinschaften durch die veränderten wirtschaftlichen Verhältnisse nach der deutschen Wiedervereinigung bildete sich die TSG Traktor am 1. November 1990 in den eingetragenen Verein TSG 1861 Taucha um. 1993 stieg die TSG in die sechstklassige Bezirksliga Leipzig auf.

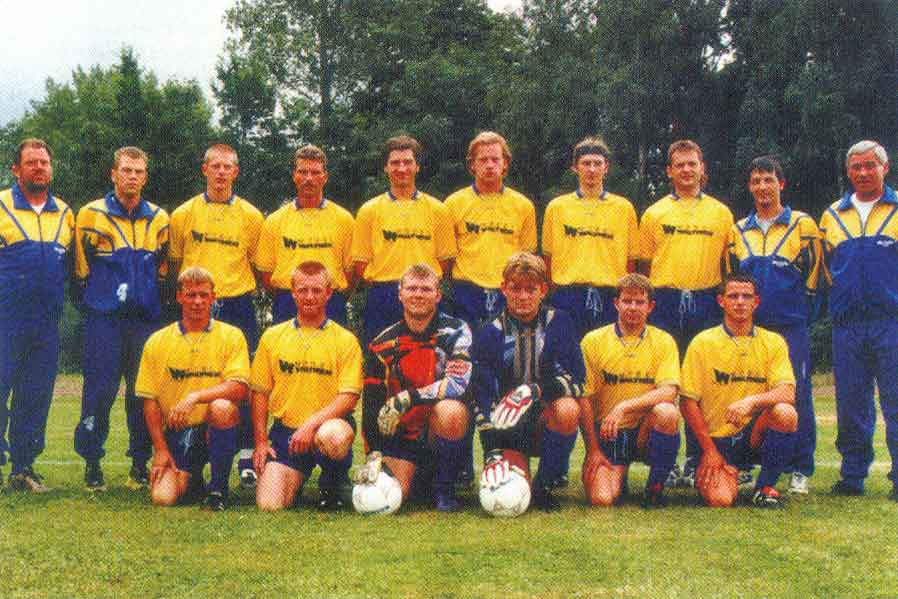
Mannschaftsfoto der Saison 1999/2000

### Seit der Neustrukturierung 1999
Der 19. März 1999 brachte eine Zäsur für den Tauchaer Fußball: 52 der 99 TSG-Fußballer (der späten Stunde wegen fehlten die Nachwuchsfußballer) traten aus der TSG 1861 Taucha aus und gründeten die „SG Taucha 99 e. V.“ Zum Präsidenten wurde Achim Teichmann gewählt, der die Rückkehr in die Bezirksliga für die übernächste Saison zur Pflicht machte. Weiter sind im Vorstand Jens Bruske, Michael König, Bernd Langner, Dieter Nadolski und Detlef Mikolajczak. Mikolajczak machte nach 12 Jahren am 1. Juni auf der Trainerbank Platz für Henning Frenzel, 56-facher DDR-Nationalspieler, der sich voll hinter die ehrgeizigen sportlichen Ziele des neu gegründeten Vereins stellte. Achim Teichmann begründete die Trainerwahl: „Frenzel ist für uns eine ideale Besetzung. Er ist ein gestandener Mann mit glorreicher fußballerischer Vergangenheit und einer aus der Region.“ In gelben Trikots, blauen Hosen und blauen Stutzen wurde zum ersten Spiel angetreten, damit deutlich auf Tradition setzend. Mit einem 3:0-Sieg gegen den TSV Rackwitz begann die fußballerische Chronik der SG Taucha 99. Die Relegationsrunde wurde erreicht, aber nach einer 1:2-Heimniederlage musste dem Hausdorfer SV der Vortritt beim Aufstieg gelassen werden. Auch für die Saison 1999/2000 hieß das Ziel Bezirksliga, Frenzel hatte die Mannschaft durch erfahrene Spieler (Ben Sommer, Ingo Schroth, Frank Albrecht) und Kräfte aus dem eigenen Nachwuchs (Nico Haferburg. Rico Schöbe) verstärkt. Vom Vorjahr hatte keiner der Spieler die Mannschaft verlassen. Am 30. Mai 2000 stieg die SG Taucha mit einem 2:2 gegen TuS Leutzsch in Leipzig auf.

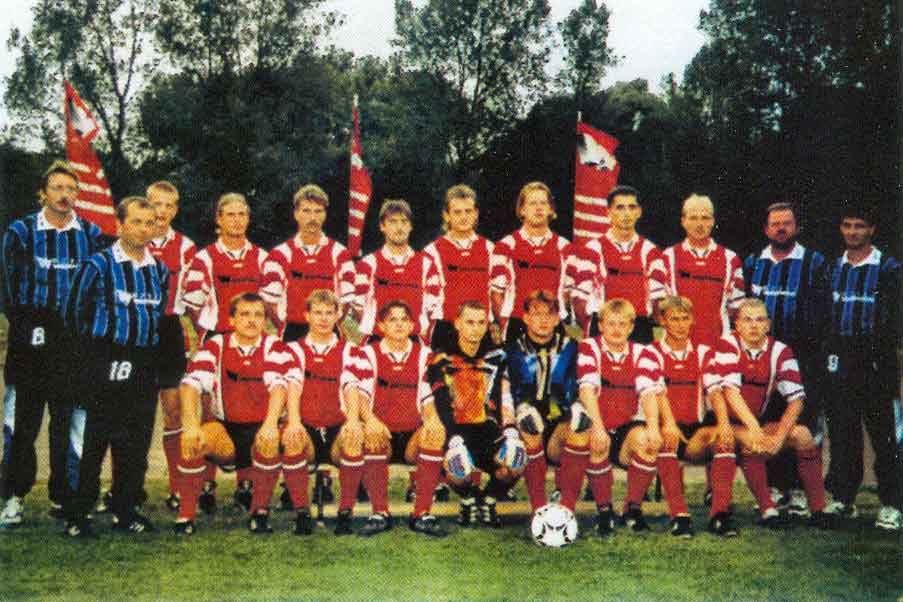
Mannschaftsfoto der Saison 1998/99

Nach mehr als zwei Jahrzehnten erlebte Taucha in der Saison 2000/01 wieder Bezirksliga-Fußball. Nur knapp schaffte man den Klassenerhalt, etablierte sich in den folgenden Jahren aber. Die Saison 2005/06 beendete die Mannschaft auf dem 3. Platz, 2008/09 war die Mannschaft Vizemeister.
Der Verein spielte in der Saison 2015/16 sowie 2016/17 in der sechstklassigen Sachsenliga. Nach einem Verbandsgerichtsurteil im Frühjahr 2017 wurden der SG Taucha 99 neun Punkte wegen fehlender gemeldeter Schiedsrichter abgezogen. Die Saison beendete man trotz Trainerwechsel und der Neuverpflichtung von Marcus Jeckel abgeschlagen als Tabellenvorletzter.

#### Sachsenliga seit der Saison 2018/19
Mit der Neuverpflichtung von Trainer Marcus Jeckel gelang in der Saison 2017/18 der direkte Wiederaufstieg. Seitdem spielt die 1. Mannschaft dauerhaft in der Sachsenliga (6. Liga). Nach der erfolgreichen Saison 2022/23 und der Vizemeisterschaft mit Platz 2 gelang dem Team in der Saison 2023/24 eine herausragende Saison mit dem verdienten Sachsenmeistertitel.

## Die Sportanlage

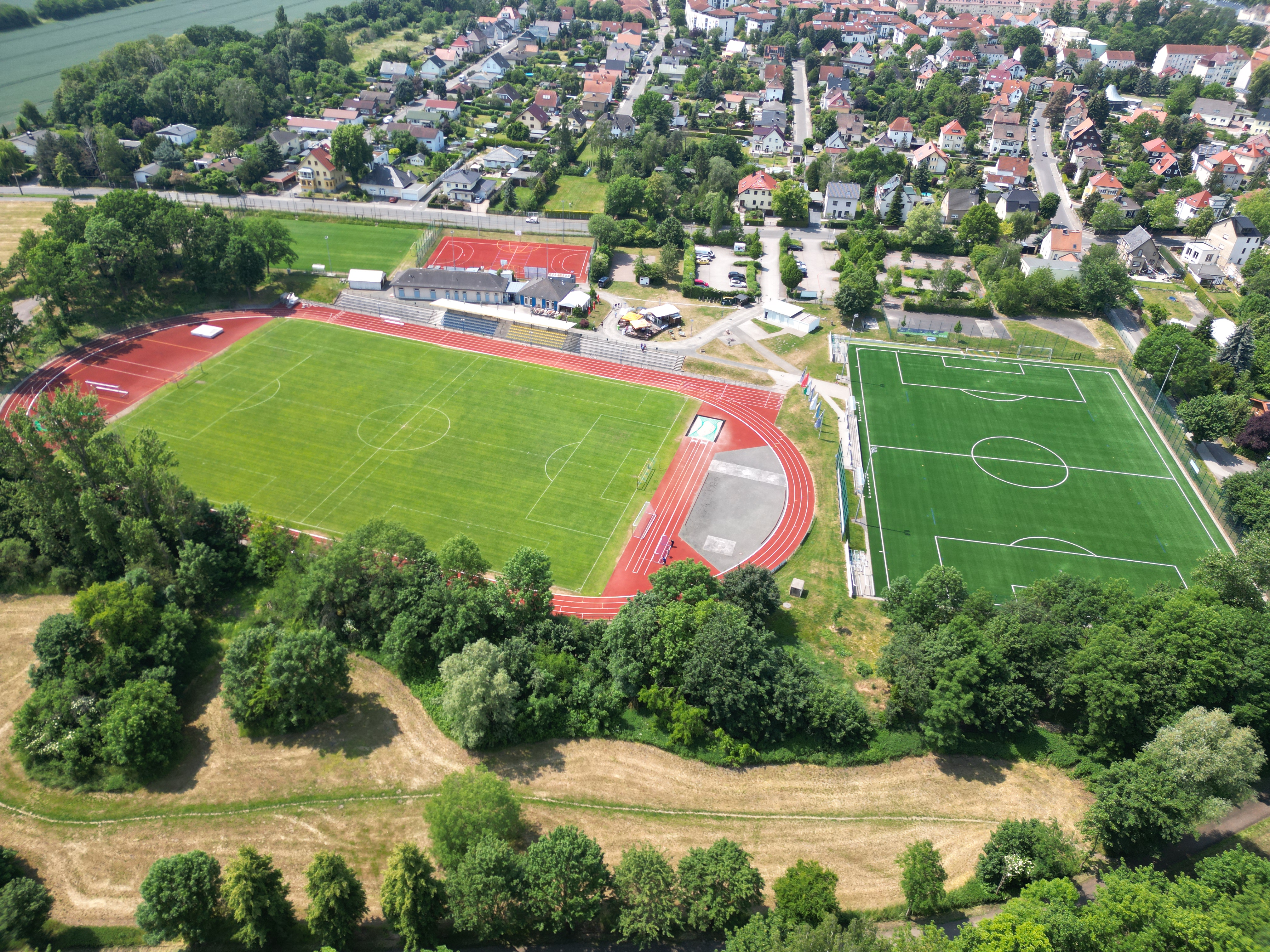
Sport- und Freizeitzentrum Taucha

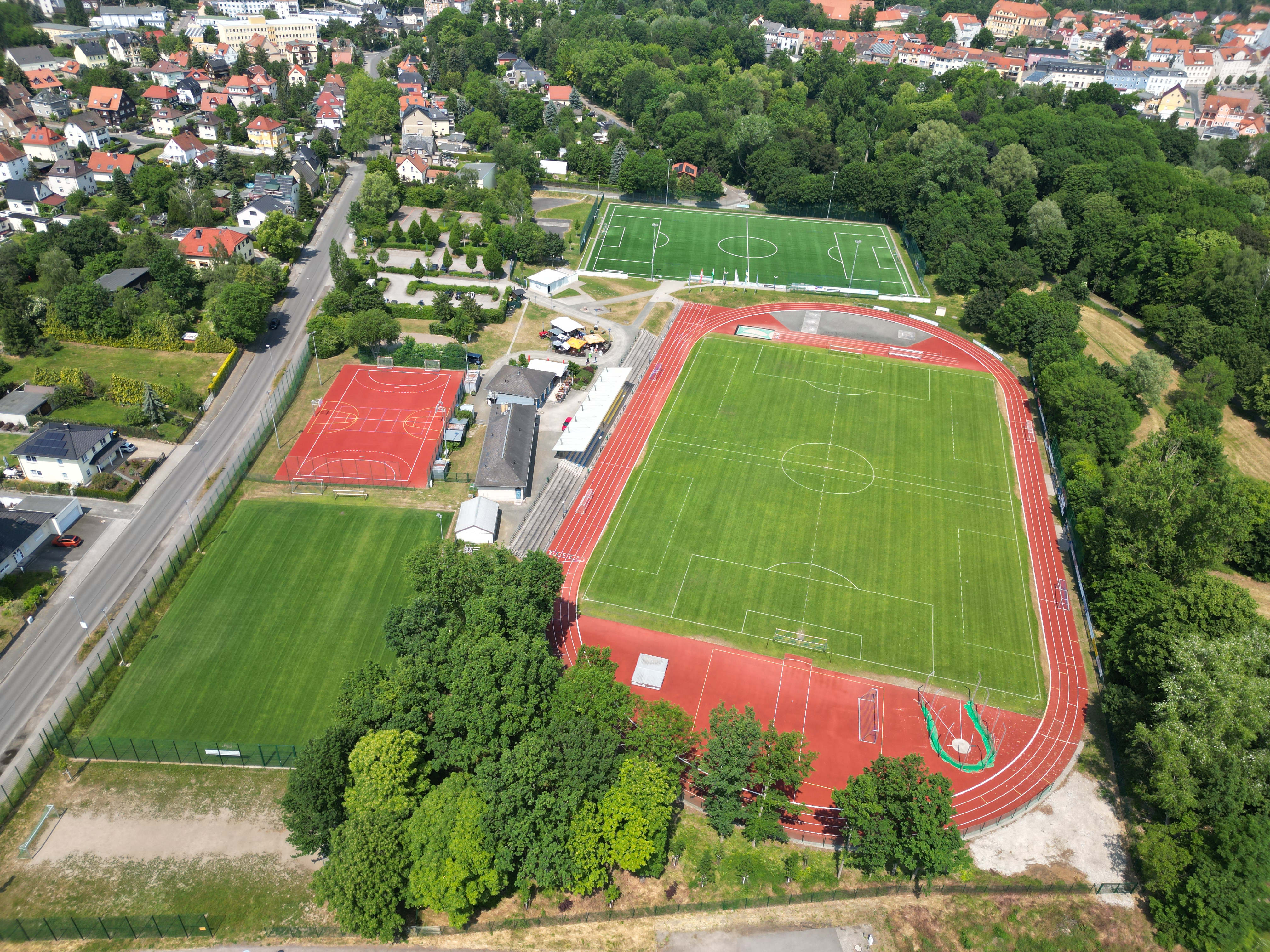
Luftbildaufnahme mit Blick Richtung Norden

Den ersten Ausbau erlebte das Vereinsgebäude an der Kriekauer Straße im Jahr 1972. In Eigenregie wurden fünf neue Umkleidekabinen und dazugehörige Sanitäranlagen ergänzt. Im August 1999 begann die große Umgestaltung des Sportgeländes. Unterstützt durch Fördermittel des Freistaats Sachsen entstand eine moderne Sportanlage, deren Kunstrasenplatz bereits im November 1999 übergeben wurde. Die Gesamtübergabe der Anlage erfolgte im August 2000. In den Jahren 2019–2023 erfolgte fortlaufende die Modernisierung und Erweiterung der Sportstätte.
Das Kunstrasenfeld inklusive der Nebenanlagen wurde 2019 komplett saniert. Den Sportlern stehen hervorragende Trainings- und Spielmöglichkeiten auf dem quarzsandgefüllten Kunstrasenplatz mit einer Größe von 90 × 60 m der neuesten Generation der Firma FieldTurf zur Verfügung. Die Tribüne mit Werbebanden verfügt über ca. 200 Stehplätze für Zuschauer. Eine Flutlichtanlage mit vier modernen LED-Flutlichtmasten steht auch zur Verfügung.
Das Rasengroßfeld hat eine Größe von ca. 105 × 68 m und verfügt über eine Beregnungsanlage und Drainage. Die Leichtathletikanlage Kampfbahn Typ C wurde 2019 komplett saniert und verfügt über folgende Ausstattung:
- 4 Kreisbogenbahnen (400 m)
- 6 Einzelbahnen für die geraden Sprint- und Hürdenstrecken
- Hochsprunganlage im südlichen Segment, Anlaufrichtung nach Norden (transportable Sprungkissen)
- kombinierte Dreifach-Anlage für Weit- und Dreisprung im nördlichen Segment, Anlauf nach Westen
- kombinierte Diskus- und Hammerwurfanlage im südlichen Segment, Wurfrichtung nach Norden
- Speerwurfanlage im südlichen Segment, Wurfrichtung nach Norden
- Kugelstoßtrainingsanlage

Die Zuschaueranlage verfügt über 300 überdachte Sitzplätze und 500 Stehplätze. Im Jahr 2023/24 wurde dank Fördermitteln der Städtebauförderung eine moderne LED Sechsmast-Flutlichtanlage neu installiert.
Das Kleinfeld mit einer Größe von ca. 45 × 27 m verfügt über einen Kunststoffbelag, Ballfangzäune und eine Flutlichtanlage mit vier modernen LED-Flutlichtmasten. Es besteht u. a. die Möglichkeit Basketball- und Handball zu spielen. Das Rasenkleinspielfeld mit einer Größe von ca. 50 × 32 m wurde 2019 neu angelegt. Es verfügt über Kabinen, eine Flutlichtanlage mit vier modernen LED-Flutlichtmasten und an drei Seiten über Ballfangzäune.
Neben dem Spiel- und Trainingsbetrieb der SG Taucha 99 fanden auf der „Krieke“ genannten Anlage auch mehrfach internationale Begegnungen statt. So spielten 2003 die deutschen Damen der U19 ein EM-Gruppenspiel in Taucha, welches aber gegen die Auswahl Italiens mit 1:2 verloren ging. 2009 trafen in Taucha die U17-Nationalteams von Frankreich und Italien in einem EM-Gruppenspiel aufeinander, mit dem besseren Ende für die Italiener (2:1). Im Juni 2016 traf die U18-Auswahl Sachsens auf eine U19 des Kosovo, die sich 3:1 gegen die sächsischen Nachwuchskicker behaupten konnten.

## Bekannte Spieler
- Joachim Niklasch

## Trainer
| Zeitraum  | Trainer            |
| --------- | ------------------ |
| 1988–1999 | Detlef Mikolajczak |
| 1999–2001 | Henning Frenzel    |
| 2001      | Heinz Blümel       |
| 2001–2003 | Matthias Wentzel   |
| 2003–2004 | Andreas Bornschein |
| 2004–2006 | Matthias Wentzel   |
| 2006–2007 | Frank Pohl         |
| 2007      | Joachim Niklasch   |
| 2007–2008 | Steffen Ziffert    |
| 2008–2011 | Frank Nierlich     |
| 2011–2015 | Andreas Schmidt    |
| 2015      | Joachim Niklasch   |
| 2015–2017 | Uwe Ferl           |
| seit 2017 | Marcus Jeckel      |